# Водянка сердца
Водянка сердца (водянка околосердечной сумки, гидроперикард) — скопление невоспалительной жидкости (транссудата) в полости перикарда. Чаще всего наблюдается при тяжелой сердечной недостаточности, заболеваниях почек, кахексии у больных раком, туберкулёзом; реже при опухолях средостения, при тяжелой форме микседемы и после массивного рентгеновского облучения области сердца.
Жидкость при гидроперикарде прозрачная, желтоватого цвета, содержит немного белка, следы фибрина, единичные клетки эндотелия. Количество транссудата составляет обычно 150—300 мл, но иногда превышает 1000 мл. Гидроперикард при большом количестве жидкости может существенно затруднять работу сердца. При этом наблюдается одышка, снижается систолическое артериальное давление, повышается венозное давление и появляется застой крови в органах. Распознают гидроперикард по увеличению размеров сердца и ослаблению сердечных тонов.
Лечение направлено на основное заболевание и проводится, как правило, в стационаре. К пункции прибегают в случаях большого скопления жидкости, затрудняющего работу сердца, либо с целью уточнения характера жидкости.

## Водянка сердца в ветеринарии
Это септицемическое заболевание жвачных и всеядных, характеризующееся геморрагическим диатезом, лихорадкой, острым серо-фибринозным перикардитом, плевритом, иногда перитонитом, расстройством нервной системы. В естественных условиях к заболеванию восприимчивы овцы, козы, крупный рогатый скот и свиньи.